# Outlaw Star
Outlaw Star (星方武侠アウトロースター Seihō Bukyō Autorō Sutā?) es una serie de anime de 26 episodios producida por Sunrise y Bandai Visual, ligeramente basada en el manga de Takehiko Itō.
En Estados Unidos se estrenó por Cartoon Network mediante el bloque Toonami en el año 2001, pero con varias ediciones por su contenido adulto; un año después se retransmitió en Adult Swim. Según información dada por revistas especializadas en anime, el canal Locomotion había adquirido la serie en el año 2000 para transmitirla en América Latina con doblaje en español, pero por razones que se desconocen no fue transmitida. En España fue emitido en algunos canales, siendo el canal Cuatro el primero en emitirlo, y en los años 90 fue publicado el manga en formato cómic por Planeta DeAgostini.

## Sinopsis
Outlaw Star toma los personajes del manga original con una historia totalmente diferente.
La serie sigue las hazañas de Gene Starwind -un fugitivo (Outlaw) del espacio- un siglo y medio después de que los humanos desarrollasen naves espaciales más rápidas que la luz. En este contexto un fugitivo es una persona independiente y sin lealtades gubernamentales. 
Gene, junto a su viejo socio y hacker de 12 años (Jim Hawking) lleva un negocio que se dedica un poco a todo en el retrasado planeta de Centinela III. Tras aceptar un trabajo como guardaespaldas para una misteriosa fugitiva, ambos se convierten en los dueños y tripulación de un prototipo de nave espacial altamente avanzada, el XGP15A-II, llamado más tarde Outlaw Star, y los cuidadores de una androide muy similar a los humanos llamada Melfina. Durante el transcurso de la serie, la tripulación crece para incluir la cazarrecompensas "Crepúsculo" Suzuka y Aisha Clan Clan, una humanoide con rasgos de gata.
La serie es principalmente episódica por naturaleza, combinando acción, suspense y comedia, aunque hacia el final de la serie la línea de la historia concierne a la búsqueda de la Línea Galáctica, una construcción mítica que concede un deseo, oculta en algún lugar de la galaxia.

## Personajes
- Gene Starwind (ジーン･スターウインド Jīn Sutāuindo?): Personaje principal y piloto del Outlaw Star.
- James "Jim" Hawking (ジム･ホーキング Jimu Hōkingu?): Viejo amigo de Gene. Ingeniero de 11 años del Outlaw Star.
- Melfina (メルフィナ Merufina?): Navegante del Outlaw Star.
- Aisha Clan Clan (エイシャ･クランクラン Eisha Kurankuran?): Ctarl-Ctarl que se une a la tripulación para encontrar la Línea Galáctica.
- "Crepúsculo" Suzuka (黄昏の鈴鹿 Tasogare no Suzuka?): Una asesina que se une a la tripulación para vengarse de los piratas Kei.

## XGP15A-II -Outlaw Star
El XGP15A-II (también conocido como Outlaw Star) es como su IA de a bordo, Gilliam II insiste, "la más rápida y avanzada nave de la galaxia." Fue construida por los piratas espaciales Kei con el apoyo de la Fuerza Espacial. Utiliza cuatro motores de plasma, motores de fusión (las naves más rápidas tienen una) y un poderoso reactor Munchausen que permite el uso de su sistema "sub-éter" (velocidad más rápida que la luz). Además, es una "nave arponera", es decir, una nave con brazos de manipulación modificados para propósitos bélicos. Está diseñado de tal manera que el Bioandroide Melfina, que fue creada por el científico Gwen Khan, puede conectarse con la nave y controlar los sistemas de navegación. El fin de este sistema es permitir la navegación en la Línea Galáctica. 
Originalmente fue robada por Hilda y ocultada en un asteroide cercano a la estrella Farfallas. Más tarde volvió a por ella con Gene, Jim, y Melfina. Sin embargo los piratas Kei colocaron un hechizo Tao en su nave (Horus) y localizaron su posición. Durante la batalla los hermanos MacDougall, quienes son contratados secretamente por la Fuerza Espacial para destruir todas las pruebas de su relación con los piratas Kei, llegaron. Al final Gene, Jim, y Melfina escapan con la nave. Gene decide denominar a la XGP, Outlaw Star, posiblemente en memoria de Hilda.

## Otras naves
- La Geomancer es el crucero de Hazanko, y la base móvil para su organización, los Siete de Antén. Es una enorme nave aponera diseñada con el estilo clásico del gremio chino.
- La Shangri-la es una nave arponera de alta velocidad, que compite en muchos aspectos con el Outlaw Star. Pertenece a Ron MacDougall. Su casco es de color dorado brillante, y sus cuatro brazos arponeros, sus armas, tren de aterrizaje, y otros dispositivos se encuentran ocultos bajo placas retráctiles del casco.
- El Dorado es la nave hermana de la Shangri-la, construida para ser una nave de carreras para que los hermanos MacDougall pudieran entrar en la Carrera Espacial de Heifong. Es idéntica a la Shangri-la en todos los aspectos. Utilizada más tarde en la serie junto a la Shangri-La para confundir y destruir el Outlaw Star y a su tripulación. Su nombre - El Dorado, una ciudad legendaria hecha de oro - se debe al casco dorado brillante.
- Horus es un crucero de largo alcance que fue la última nave de Hilda. Horus es manejada casi en su totalidad por una IA, como el Outlaw Star. Su verdadera velocidad no se debe a sus motores normales de iones, sino a sus cuatro motores sub-éter, los cuales le dan una gran capacidad de recorrido en un solo salto sub-éter. Sus cuatro pilones esconden torretas láser de tres cañones y enormes bancos de lanzamisiles, permitiéndole enfrentarse contra grandes escuadrones de pequeñas naves. Horus es demasiado grande para aterrizar en un planeta, por lo que tiene una pequeña lanzadera para la tripulación.
- El Orta Hone-Hone es un enorme crucero de battalla Ctarl-Ctarl y la nave insignia de la flota del espacio profundo del Imperio. Al comienzo de la historia, el Orta Hone-Hone está bajo el mando de Aisha Clan-Clan, pero rápidamente pierde el mando debido a su incompetencia. El crucero tiene órdenes de localizar la Línea Galáctica.
- El Nuburu Bori-Bori es una pequeña fragata Ctarl-Ctarl asignada al área del sistema Heifong. Ya que sus negocios rara vez le llevan a otro lugar, el capitán participa anualmente en la Carrera Espacial de Heifong para aliviar la monotonía.

## Planetas y estaciones espaciales
- Centinela III - Un planeta terraformado de nivel 4. Es como Gene dice, "un planeta en medio de ninguna parte". Es el hogar de Gene y Jim. El espaciopuerto se llama Puerto espacial de Locust.
- Blue Heaven - Una colonia-asteroide, o ciudad libre. Blue Heaven solo se ve en los primeros episodios de la serie y en el último episodio. Mikey y Swanzo trabajan como mecánicos en Blue Heaven.
- Heifong III (también escrito como Heiphon) - Donde la mayoría de la parte de la serie que se desarrolla en planetas tiene lugar. Es uno de los planetas del sistema Heifong, así como el planeta de agua, Heifong 7. Es un lugar muy caro para vivir.
- Symka 5 - Un satélite donde Jim conoce por primera vez a Hanmyo.
- Tenrei - Un planeta de placer que está cubierto de aguas termales. Hace mucho tiempo, tres magos vinieron a este paraíso de la naturaleza intentando resucitar el mana, la energía de la naturaleza. En lugar de eso, uno de ellos descubrió las aguas termales y convirtió todo el planeta en su propio lugar de vacaiones interestelar. Los magos son los creadores de las balas Caster.
- Toward Star Inn - Un puerto espacial donde Gene intenta conseguir la recompensa del legendario criminal Zomba. Sin embargo, resulta que el hombre al que captura Gene como Zomba es un androide falso con una recompensa mucho más baja.

## Razas
- Terranos - También conocidos como humanos. Terrano es el término utilizado por muchas criaturas para referirse a los humanos. Gene, Jim, Fred y muchos otros en la serie son terranos. Se les denomina "Commons" en la versión Japonesa. Terrano procede de la palabra latina "Terra", que quiere decir Tierra.
- Ctarl-Ctarl - una raza con aspecto de gato, Aisha es un Ctarl-Ctarl. Los Ctarl-Ctarl tienen un asombroso oído y fuerza, así como la habilidad de convertirse en un fiero y grande animal. El Imperio Ctarl-Ctarl es un vasto imperio que, tras muchas batallas con los humanos, han establecido tratados de comercio y son neutrales. La Frontera - el área del espacio en el que la mayor parte de la historia tiene lugar - se encuentra entre el Imperio Ctarl-Ctarl y la Federación Terrana, y fue establecida como territorio de nadie tras numerosas batallas entre ambas especies. Se dice que su posición está a 50 años luz de la Tierra.
- Silgrianos - Una raza pacífica en el universo de Outlaw Star que recuerda a pájaros antropomórficos. Son considerados por muchos como demasíado amables. Físicamente suelen medir al menos 180 cm de alto, y tienen cuellos que pueden realizar un giro de hasta 180 grados o girar su cabeza hasta dejarla totalmente al revés. Sus ojos también tienen dos párpados.

- Corbonitas - Una raza trabajadora con apariencia de rana o anfibio. Su hábitat natural es acuático, por lo que los corbonitas llevan trajes ambientales que mantienen un entorno acuático a su gusto. Con su tecnología avanzada, muchos corbonitas disponen en sus trajes de un traductor que traduce de su corbonés nativo al idioma local.
- Sith - Una raza insectoide que son tan ajenos a las otras razas humanoides que su relación con ellas es imposible.
- Lorgans - Son gente reservada y desconfiada.Los lorgans no se mencionan mucho en la serie. Aparentemente tienen una relación tan tensa con los terranos que son dos razas que simplemente se evitan una a la otra.
- Saurianos - Una raza de reptiles creada por ingeniería genética por los terranos, combinando diferentes cadenas de ADN de dinosaurio. Los saurianos criaturas altas, poderosas e imponentes, con la inteligencia y astucia de cualquier terrano, combinado con la fuerza y crueldad de sus ancestros. Duuz, que solo aparece en el episodio 19 ("La ley y los fuera de la ley"), es el único sauriano visto en la serie.
- Alienígenas Tenrei - Criaturas pequeñas, peludas y con apariencia de conejo que solo aparecen en el vídeo que introduce al planeta Tenrei. Cuando los tres magos llegaron a su planeta, estas agradables criaturas les dieron la bienvenida con los brazos abiertos. Les condujeron a las aguas termales que contenían poderes rejuvenecedores, siendo esta su caída. Una hechicera seductora llamada Urt comenzó a abrir más aguas termales y a traer maquinaria de construcción pesada para construir un complejo turístico. En la rápida expansión de los humanos por Tenrei, los pequeños alienígenas desaparecieron y se piensa que están extintos.

- Se suponen más razas en el mundo de Outlaw Star, algunas son tan raras que sus formas y capacidades mentales están por encima de lo que la humanidad podría imaginar. Por ejemplo, en un episodio Gene es enviado a recuperar un alien que se escapó. Tras una larga escena de búsqueda y persecución con un insectoide, el objetivo resulta ser un cactus en un escaparate.

## La Línea Galáctica
La Línea Galáctica es un lugar envuelto en el mito y alimentado por rumores y supersticiones. Popularmente se dice que es un lugar que guarda un inmenso tesoro de valiosos metales o minerales, posiblemente la rara dragonita.
Sin embargo, para aquellos que poseen una información más profunda sobre la Línea Galáctica, se sabe que es una 'biblioteca universal' creada por una raza avanzada ahora extinta, que poseía un conocimiento inigualable de ciencia, tecnología y realidad. En términos del Feng Shui, la palabra línea se refiere a "un lugar donde el Ki se acumula". Manipulando las líneas Ki (las líneas temporales, refiriéndose a la idea de que el tiempo es lineal y bifurcado, en lugar de único y circular) del universos, la Línea Galáctica tiene la habilidad de manipular tiempo, realidad y casualidad o destino, como si fuera una ley física. Utilizando el conocimiento y el poder de la Línea Galáctica, los deseos y sueños de uno pueden verse cumplidos. En términos más simples, la Línea Galáctica puede ser vista como una "máquina-dios" debido a su avanzado conocimiento y entendimiento del universo.
El Proyecto de la Línea Galáctica, un esfuerzo en conjunto de la Fuerza Espacial y los Piratas para encontrar la localización exacta de la misma y acceder a su poder, fue fundado mucho antes de que la historia comenzase utilizando información secreta encontrada en la Tumba del Dragón. La Fuerza Espacial, por razones descritas más adelante en la serie, se retiró del proyecto, dejando a los Piratas continuar con la investigación. El resultado de sus esfuerzos fue la creación de la nave más rápida y avanzada de la galaxia, el XGP15A-II y su navegante el bio-androide Melfina. Melfina fue diseñada para actuar comí un sistema de navegación altamente sofisticado y actuar como medio para indagar más profundamente en el poder de La Línea. La Línea Galáctica reconoce a Melfina como "la doncella de la Línea Galáctica" y concede 'deseos' solo a través de ella.
La Línea Galáctica toma la forma de un gran planeta gaseoso consistente en nubes gruesas y fuertes vórtices que sirven de barreras protectoras para el interior de La Línea. Solo alguien guiado por la Doncella en el XGP (o una nave similar en velocidad y capacidades) puede atravesar esta barrera a través de pequeños agujeros de gusano creados por los vórtices del planeta. La entrada por otro medio se traduce en muerte o locura provocada por un chirrido dañino para el cerebro que solo parece actuar sobre criaturas orgánicas
Hazanko, el malvado principal, también consigue entrar al interior por medio de poderosos rituales Taoístas para apartar las nubes.
Una ver atravesada la atmósfera exterior, las naves acceden a una estructura cilíndrica con el tamñano de un planeta y son transportados a una localización completamente distinta con aire respirable y gravedad normal. Este extraño lugar consiste en paisajes de grandes formaciones de cristales y extraño follaje. Los paisajes rodean una montaña, en cuya cima se encuentra la puerta a La Línea, que solo puede abrirse por Melfina. Una vez dentro, Melfina y aquellos que estén con ella, son transportados al núcleo de la Línea Galáctica (una gran esfera que cambia de color en la que se oye el eco retumbante de una voz femenima diciendo "¿Por qué has vuelto?", "¿cual es tu deseo?" y "sólo hay un camino".) donde yace la personificación física de La Línea. La forma física de la Línea Galáctica, recuerda a un cactus serpenteante hecho de madera, con la cara de Melfina. Tras conceder los deseo de aquellos que se encuentran con Melfina, La Línea cambia de posición a un nuevo lugar en el universo de manera aleatoria, a la espera de volver a ser encontrada.

## Lista de episodios
1. Outlaw star (Mundo Sin Ley)
2. Mundo de deseos (La estrella del Deseo)
3. En el ardiente espacio
4. Cuando el ardiente hielo se derrite
5. En las garras de la bestia
6. La bella asesina
7. El mal acechante
8. Despegue accidentado (Despegue apurado)
9. Una odisea de aventuras, ¿verdad?
10. Inscripción en la carrera espacial
11. Perdidos en el sub-espacio
12. Combate mortal contra El Dorado
13. El enigma de otro mundo
14. El final de la cuenta atrás
15. Aparecen Los Siete
16. El demonio del planeta acuático
17. Entre la carne y la máquina
18. La mujer más fuerte del universo
19. La ley y los fuera de la ley
20. Gatos, chicas y naves espaciales
21. La Tumba del Dragón
22. Prisión gravitacional
23. Aguas termales del planeta Tenrei
24. Hacia la Línea Galáctica
25. Laberinto de desesperación
26. Regreso a las estrellas (Regreso al espacio)

## Banda sonora
La banda sonora de la serie, "Outlaw Star Original Soundtrack", fue compuesta por Kō Ōtani.
- Tema de Apertura (opening):
  - "Through the Night" por Masahiko Arimatsu.

- Temas de cierre (endings)
  - Episodios 1 al 13: "Hiru no Tsuki" (昼の月 Daytime Moon?) por Akino Arai.
  - Episodios 14 al 26: "Tsuki no Ie" (月の家 House of the Moon?) por Akino Arai.